# Cydnus (genus)
Cydnus is een geslacht van wantsen uit de familie graafwantsen (Cydnidae). Het geslacht werd voor het eerst wetenschappelijk beschreven door Johann Christian Fabricius in 1803.

## Soorten
Het genus bevat de volgende soorten:

- Cydnus acriscutatus Förster, 1891
- Cydnus archaicus Meunier, 1915
- Cydnus armiger Förster, 1891
- Cydnus atavinus (Heer, 1853)
- Cydnus aterrimus (Forster, 1771)
- Cydnus borneensis Lis, 1994
- Cydnus brevicollis (Heer, 1853)
- Cydnus brevicrassus Förster, 1891
- Cydnus brunnipennis Fabricius, 1803
- Cydnus cinctus Förster, 1891
- Cydnus cristatus Theobald, 1937
- Cydnus dignus Förster, 1891
- Cydnus elevata (Uhler, 1860)
- Cydnus heeri (Oustalet, 1874)
- Cydnus horvathii (Signoret, 1881)
- Cydnus incisus (Distant, 1901)
- Cydnus indicus Westwood, 1803
- Cydnus luzonicus (Lis, 1994)
- Cydnus maximus Förster, 1891
- Cydnus meunieri Theobald, 1937
- Cydnus oeningensis Heer, 1853
- Cydnus parvus Förster, 1891
- Cydnus pericarti Lis, 1996
- Cydnus picatus Statz & Wagner, 1950
- Cydnus pygmaeus (Heer, 1853)
- Cydnus sagittifer (Heer, 1853)
- Cydnus solutus Förster, 1891
- Cydnus sulawesicus (Lis, 1991)
- Cydnus tertiarius (Heer, 1853)